# Chrysalis Records
Chrysalis Records är ett brittiskt skivbolag som startades 1969. Namnet är en blandning av grundarnas namn, Chris Wright och Terry Ellis. På engelska betyder dessutom Chrysalis puppa, och i logon finns en fjäril.

## Bakgrund
Chrysalis grundades på ett licensavtal med Chris Blackwells Island Records, som bland annat ägde de populära banden Jethro Tull och Procol Harum. I slutet av 1970-talet startades dotterbolaget 2 Tone Records, som gav ut material av bland andra The Specials, The Selecter, Madness och The Beat.

## 1980-talet
På 1980-talet låg Chrysalis i täten av New romanticmusiken i Storbritannien, med band som Ultravox och Spandau Ballet (det sistnämnda på dotterbolaget Reformation Records. Chrysalis skapade historia 1982 när de släppte världens första "musikvideoalbum", en videokassett med en musikvideo till alla sånger på Toni Basils album "Word of Mouth".
1980-talet skulle bli bolagets framgångsrikaste period, vars register innehöll bland andra arenafyllarna Billy Idol och Pat Benatar, new wavegruppen Blondie och topp 40-"hitmaskiner" som Huey Lewis and the News med flera. 1983 började Daniel Glass på Chrysalis som Director of New Music Marketing, och blev senare Senior Vice President.
Det var vid den här tiden som det visade sig att Chrysalis hade svårt att promota band utanför genrerna mainstream rock (Slaughter), ska (Madness) och new wave (Go West). Heavy metalbanden Armored Saint och Mutha's Day Out, hiphopduon Gang Starr och singer/songwritern Judie Tzuke hade alla hyllats av kritikerna, men gjorde trots det misslyckade skivsläpp på Chrysalis.

## EMI-tiden
Bolaget Chrysalis Records såldes till EMI 1991, och idag används inte bolagets namn till annat än till Robbie Williams skivsläpp. Bolagets andra artister har lagts över på EMI-etiketten.

## Artister
- Alice Cohen
- Armored Saint
- Belinda Carlisle
- Billy Idol
- Blondie
- Boo Hewerdine/The Bible
- Carter USM
- Chrissy Steele
- Clouds
- Enrique Bunbury
- Rory Gallagher
- Frankie Miller
- Gang Starr
- Generation X
- Gentle Giant
- Go West
- Huey Lewis and the News
- Ian Hunter
- Icehouse
- Jethro Tull
- Judie Tzuke
- June Tabor
- Karlheinz Stockhausen
- Leo Kottke
- Leo Sayer (dock inte i USA och Kanada)
- Mary Travers
- Mutha's Day Out
- Nick Gilder
- Pat Benatar
- Paul Carrack
- Plain Sailing
- Ramones (1989-2006, tidigare på Sire/Warner Bros.)
- Robbie Williams
- Robin Trower
- Sinéad O'Connor
- Slaughter
- Split Enz (1976/1977, i Storbritannien släppta albumen Second Thoughts (under namnet Mental Notes) och Dizrhythmia)
- Steeleye Span
- Steve Hackett (USA)
- Stiff Little Fingers
- Ten Years After
- The Babys
- The Great Fiction
- The Fabulous Thunderbirds
- Michael Schenker Group
- Trevor Rabin
- UFO
- Ultravox
- The Venetians
- Vigil
- Vinnie Vincent Invasion
- Was (Not Was)
- Waysted